# Bruno Covas

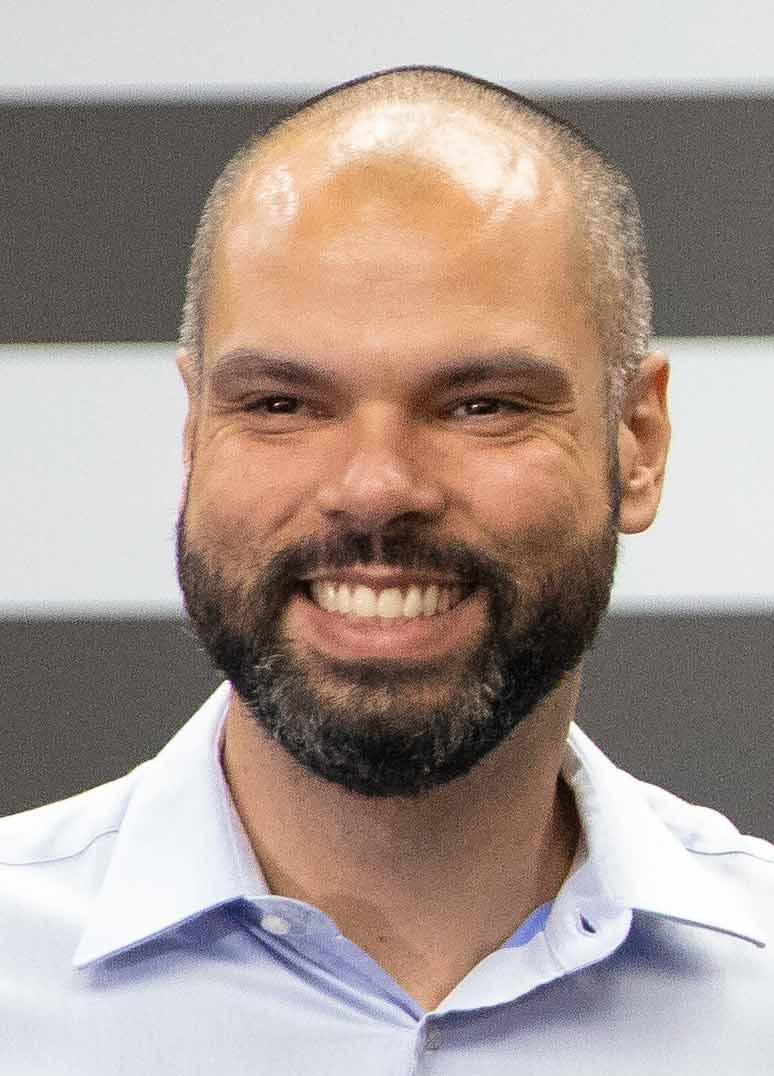
Bruno Covas 2019

Bruno Covas Lopes (* 7. April 1980 in Santos, São Paulo; † 16. Mai 2021 in São Paulo, São Paulo) war ein brasilianischer Politiker der PSDB und von 2018 bis zu seinem Tod Stadtpräfekt (Bürgermeister) von São Paulo.

## Leben
Covas wuchs in der Küstenstadt Santos auf. Sein Großvater mütterlicherseits war der Politiker Mário Covas. Er studierte in São Paulo Rechts- und Wirtschaftswissenschaften.
Im Jahr 2004 kandidierte Covas für das Amt des Vizebürgermeisters von Santos an der Seite von Raul Christiano. 2007 wurde er Abgeordneter der Legislativversammlung des Bundesstaats São Paulo. Bei seiner Wiederwahl 2010 erhielt er mehr Stimmen als alle anderen Kandidaten.
2011 wurde Covas Staatssekretär für Umwelt in der Regierung des Bundesstaats São Paulo unter Gouverneur Geraldo Alckmin. Bei den Wahlen 2014 wurde Covas in die brasilianische Abgeordnetenkammer gewählt.
Bei der Bürgermeisterwahl 2016 in São Paulo trat Covas an der Seite des Unternehmers João Doria für das Amt des Vizepräfekten an. Doria und Covas gewannen die Wahl im ersten Wahlgang mit 53,3 % der Stimmen. Nachdem João Doria sein Amt niederlegte, um als Gouverneur von São Paulo zu kandidieren, übernahm Covas am 6. April 2018 bis zum Ende der Wahlperiode das Amt des Stadtpräfekten.
Im November 2020 gewann Covas die Bürgermeisterwahl in São Paulo in der zweiten Runde gegen den PSOL-Kandidaten Guilherme Boulos mit 59,4 % der Stimmen.
Bruno Covas erlag am 16. Mai 2021 im Alter von 41 Jahren einem Krebsleiden. Er ist der erste Stadtpräfekt von São Paulo, der im Amt verstarb. Bis zum Ablauf der Wahlperiode 2024 übernimmt sein Vizepräfekt Ricardo Nunes das Amt.
Bruno Covas war seit 2014 geschieden und hinterließ seinen Sohn Tomas (* 2005).